# Fodero

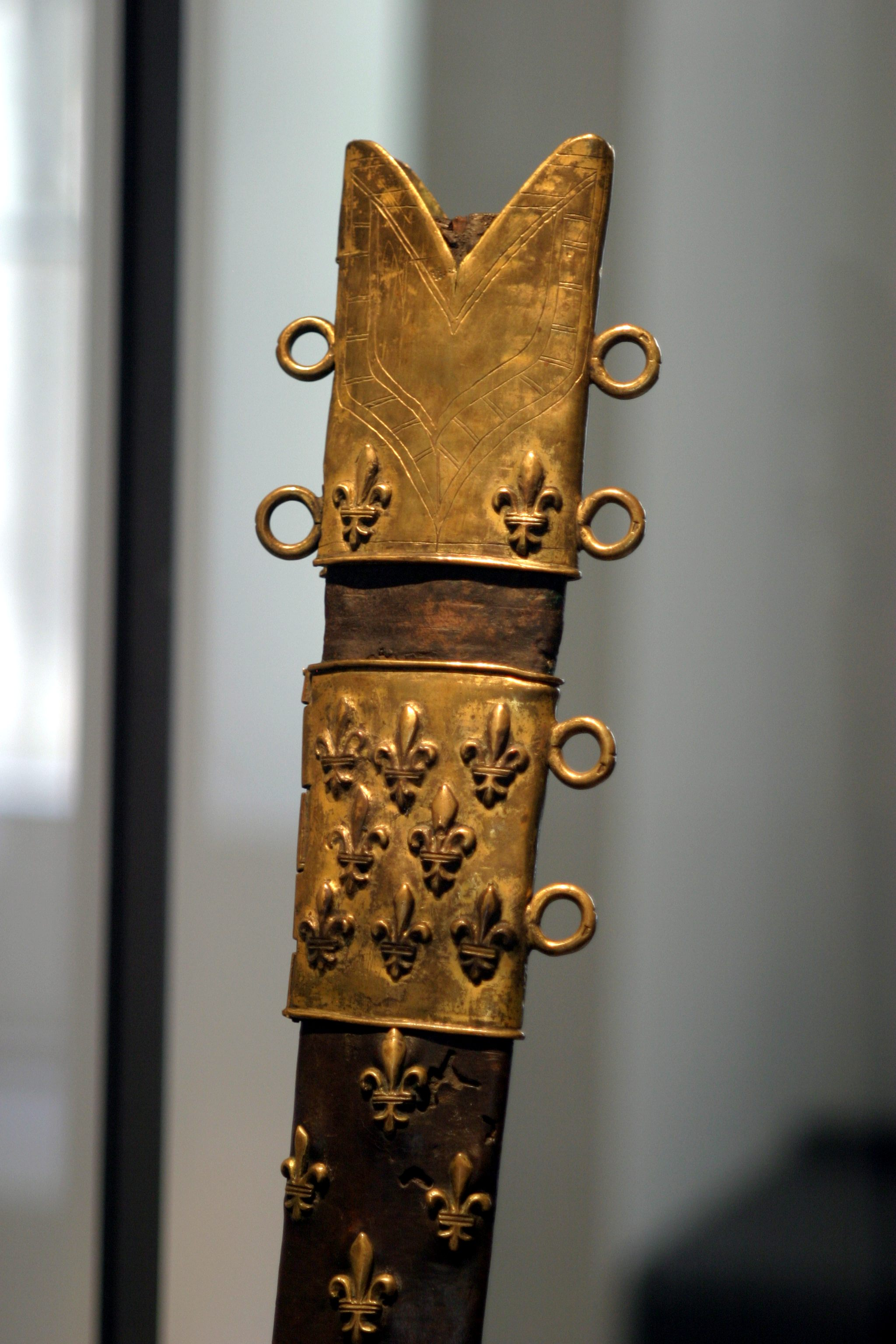
Fodero di spada d'armi con il giglio del Regno di Francia - Musée de l'Armée (Parigi)

Il fodero è il contenitore atto al trasporto fisico di un'arma bianca manesca, solitamente coltello, pugnale o spada.
Nel corso della storia, è stato realizzato con materiale di vario genere: legno, cuoio, metallo (ferro, acciaio, bronzo, ottone ecc.) ed oggi plastica e suoi derivati. Ha due funzioni principali: protezione (garantire una corretta conservazione della lama ed, al contempo, l'incolumità di chi la utilizza) e sostegno (assicurare l'arma ad una cintura). Generalmente, lascia scoperta l'elsa dell'arma e può disporre o meno di un sistema di fermo (solitamente lacci) per non far scivolare la lama all'esterno involontariamente.
Sontuosamente decorato nel caso di armi di rappresentanza o nel contesto di culture guerriere (Celti, Antichi romani, ecc.) attribuenti particolare importanza all'ostentazione del lusso tramite abbellimento delle armi portate in battaglia, il fodero divenne in alcuni casi una vera e propria opera d'arte poi esposta al pubblico o utilizzata per decorare le pareti delle residenze nobili.

## Storia

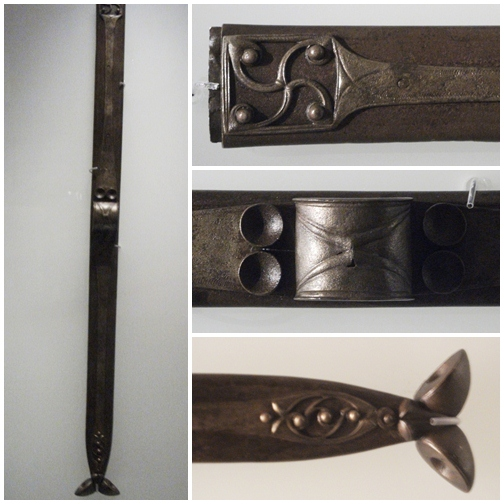
Fodero di spada celtica realizzato con due tipi di bronzo - I secolo

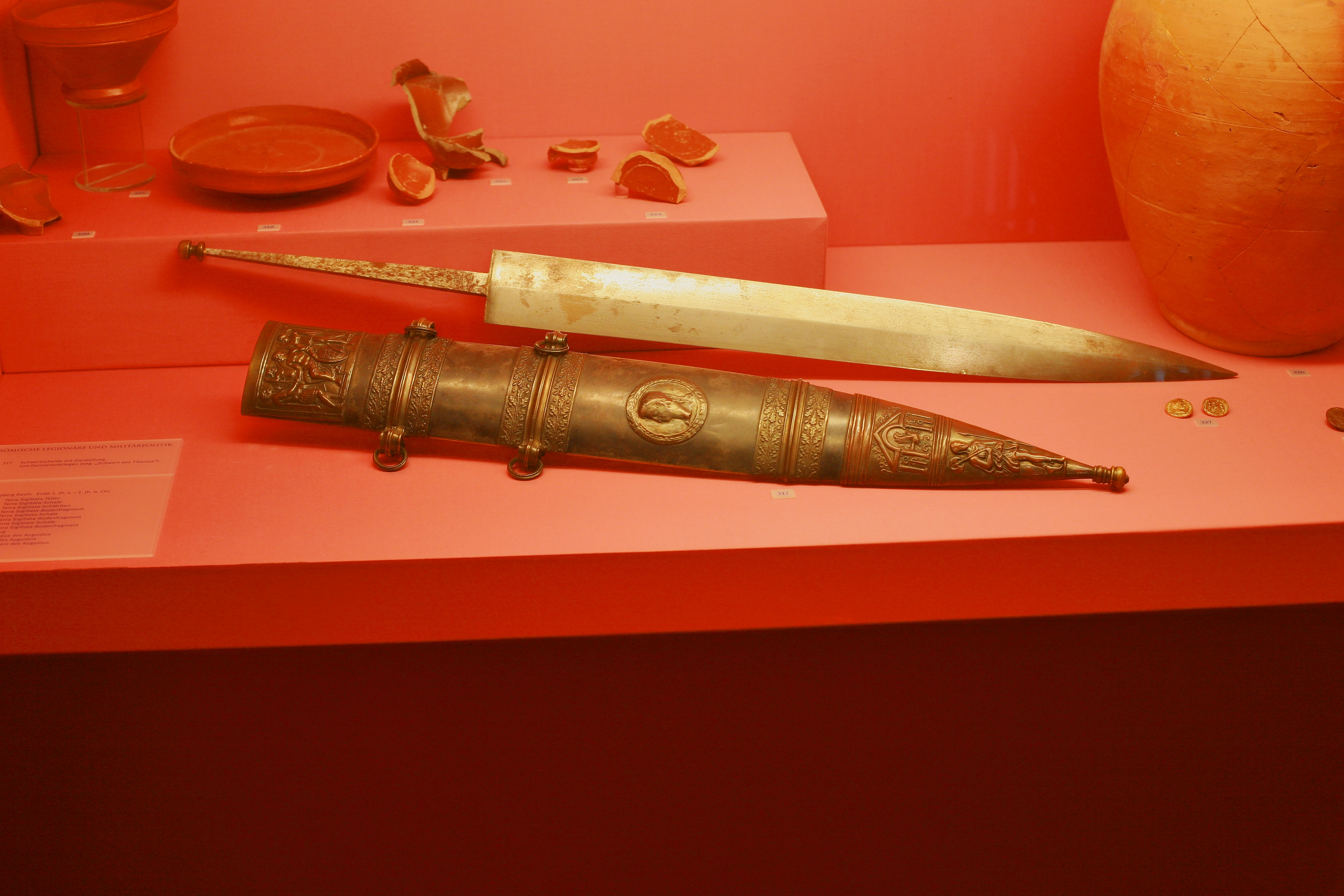
Gladio romano con fodero interamente in metallo - I secolo

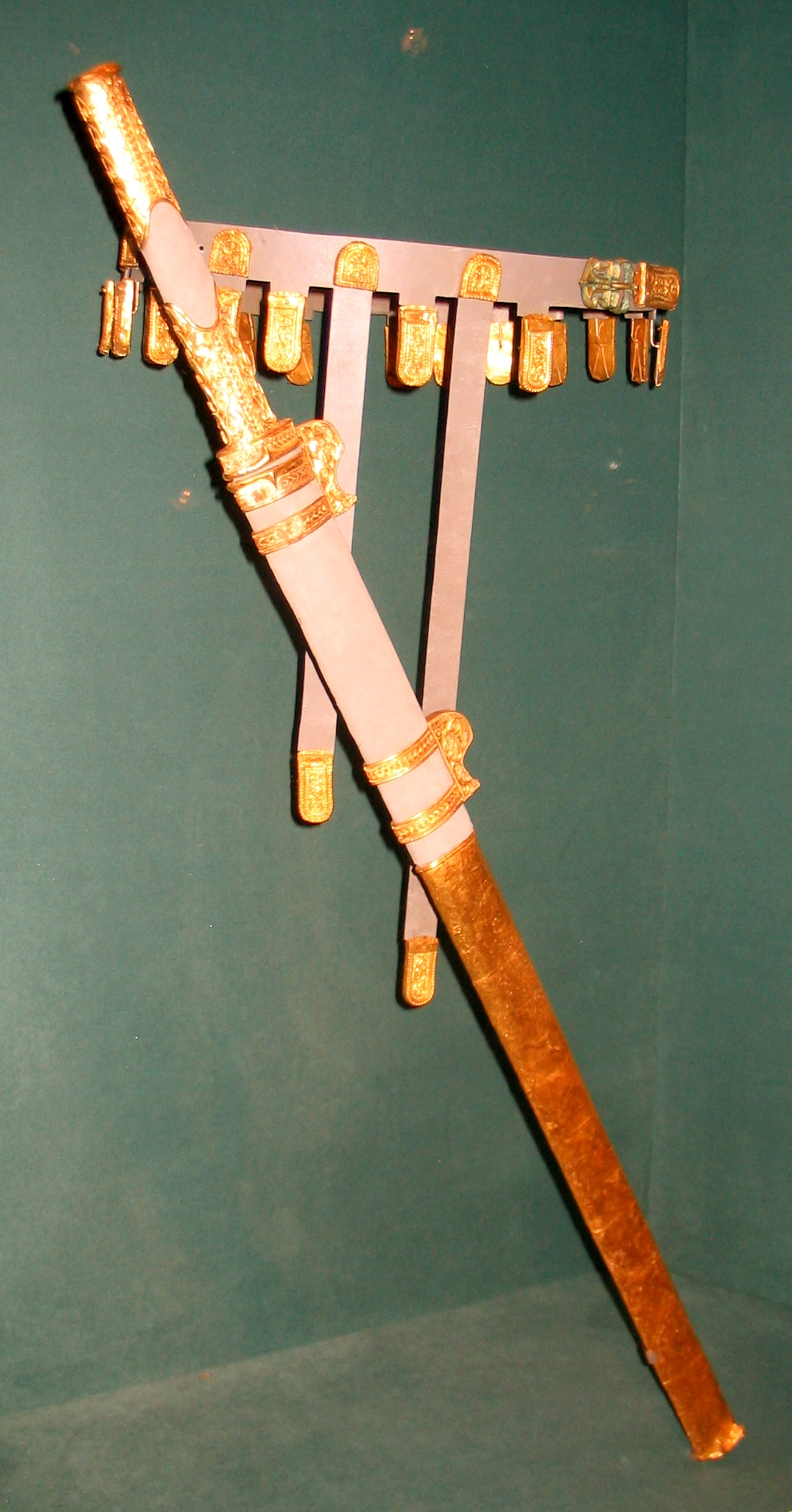
Spada sasanide con fodero a doppia sospensione decorato d'oro - VII secolo

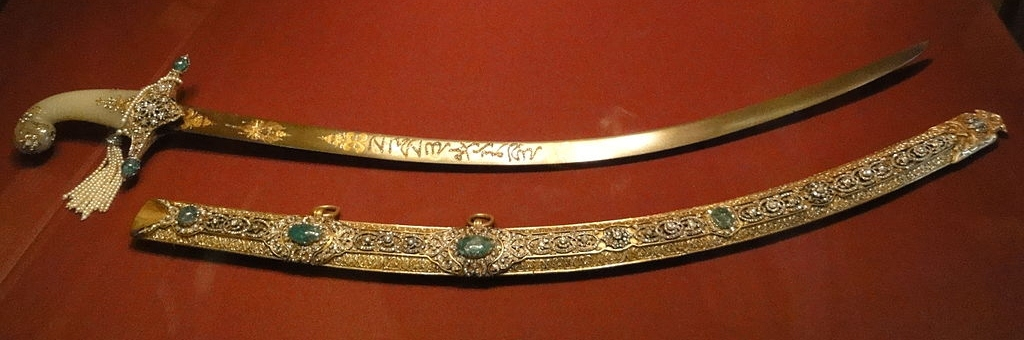
Scimitarra dell'Impero Moghul con fodero in oro e gioielli

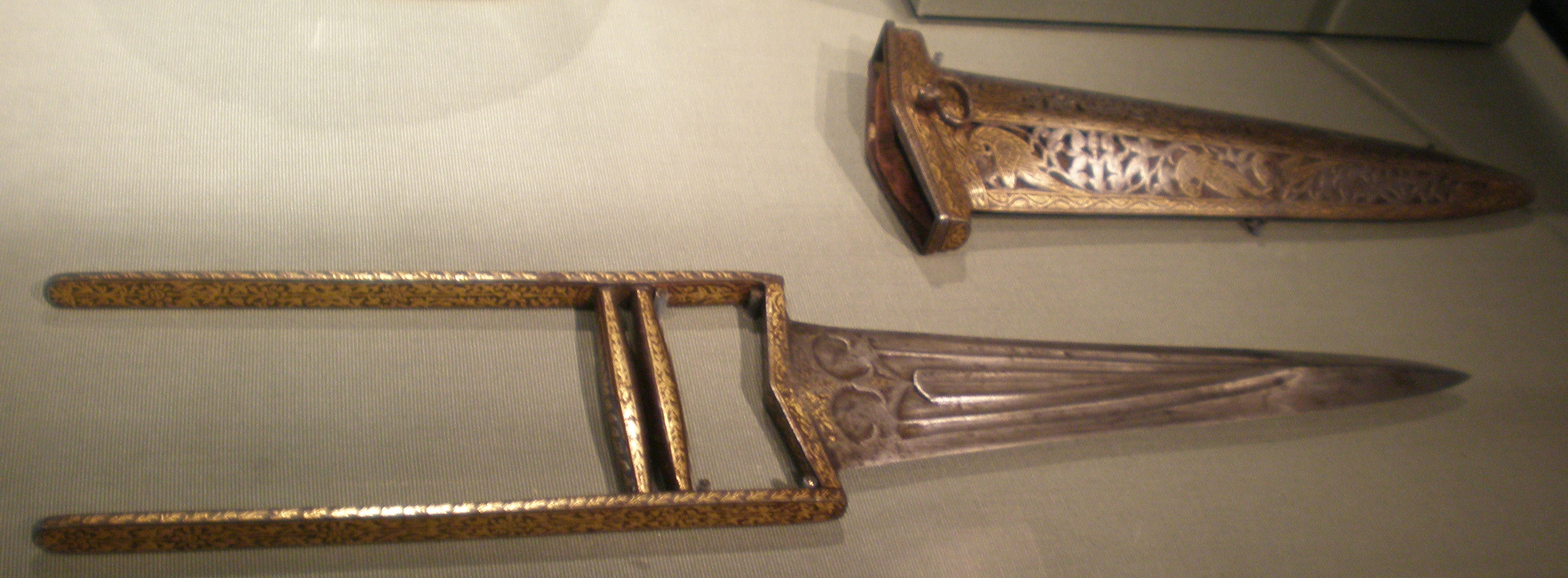
Katar del Rajput con fodero in metallo istoriato

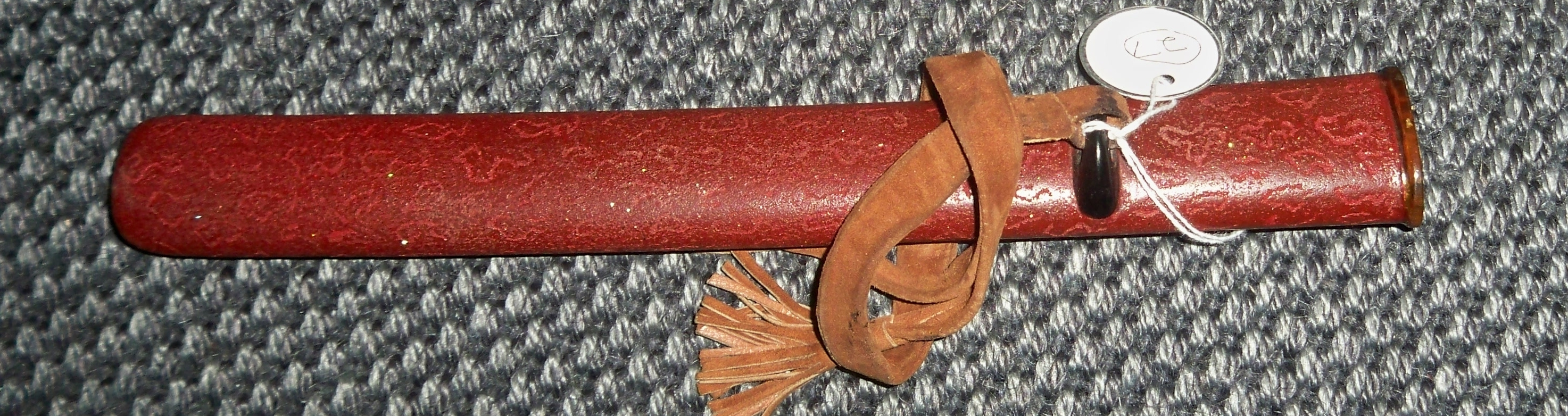
Saya (fodero in legno di magnolia) di spada corta giapponese tipo tantō

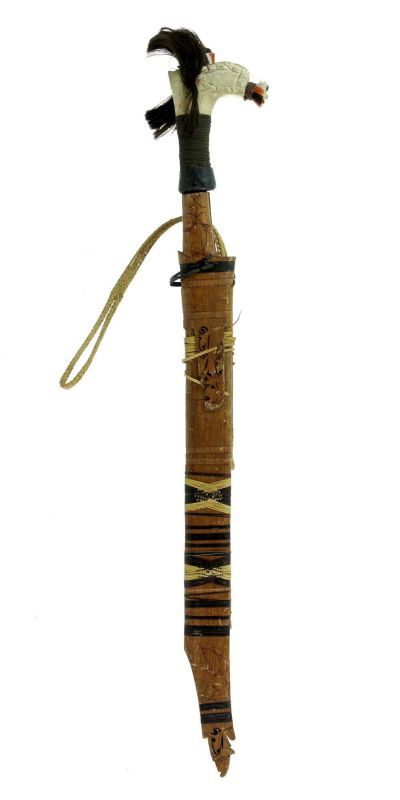
Spada mandau del regno Kutai

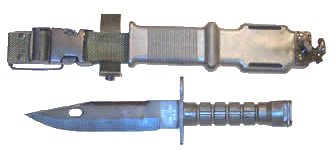
Baionetta M9 con fodero

Il cruciale momento di passaggio dalla custodia in pellame o tessuto del coltello preistorico al fodero vero e proprio coincise con l'invenzione della spada durante l'Età del Bronzo. La scarsità dei dati archeologici in nostro possesso non ci permette però di asserire con sicurezza quale tipo di fodero fosse utilizzato dai soldati militanti nei primi eserciti professionisti delle antiche civiltà (Sumeri, Egizi, Ittiti ecc.).
L'opinione comunque diffusa è che il guerriero, membro di una compagine sociale sollevatasi dalle più primitive barbarie, abbia subito fatto della sua arma e, conseguentemente, del contenitore atto a trasportarla un manufatto il più funzionale ed artisticamente pregiato possibile:
(Burton, Richard (1884), The Book of the Sword, Londra, Chatto & Windus, p. 15.)

### Europa
Nell'Antica Grecia, lo xiphos, arma dell'oplita, era custodita in un fodero di legno chiuso all'imboccatura da una ghiera di metallo ed adornato da un puntale più o meno decorato.
Cruciali, nella storia del fodero della spada occidentale, si rivelarono i secoli dell'Età del Ferro.
A partire dalla Cultura di Hallstatt (IX-VI secolo a.C.), i foderi delle prime daghe in ferro iniziarono ad essere realizzati con due lamine di metallo ripiegate e sontuosamente decorate. Il successivo diffondersi per l'Europa continentale della Cultura di La Tène, promossa dalle migrazioni dei Celti (V secolo a.C.), sparse capillarmente l'uso del fodero in metallo (solitamente bronzo) per le spade, facendone una prassi standardizzata nel III secolo a.C. Questi foderi metallici, con imboccatura sagomata in funzione della foggia dell'elsa della spada ed atti ormai a contenere spade dalla lama sempre più lunga (circa 80 cm per la Spada tp "La Tène D"), veniva assicurati alla destra del corpo del guerriero tramite una catena di ferro o bronzo che correva trasversalmente sul busto, appoggiandosi alla spalla sinistra. Molto rari ma comunque confermati dalle testimonianze i casi di foderi per la spada lunga celtica portati di traverso sulla schiena.
Dai Celti, la passione per i foderi in metallo decorati a sbalzo o con incisioni passò agli antichi romani. Il fodero destinato ad accogliere il gladius (vagina in latino), fosse esso realizzato o no interamente in metallo (bronzo), presentava sempre delle placche metalliche decorate sulla sua superficie. La costituzione dell'Impero romano ed i suoi secolari contatti e scontri con realtà politico-culturali molto lontane dal bacino del Mediterraneo (Impero sasanide, Impero cinese ecc.), diffusero tra i soldati europei al soldo di Roma migliorie quali il fodero fissato alla cintura, non più a tracolla come valso nell'Antichità, prima direttamente e poi tramite due punti di sospensione su modello sasanide. Parallelamente, venne meno la tradizione antica di realizzare i foderi interamente in metallo, in favore di manufatti in legno, per armare l'imponente esercito romano imperiale. L'apparato decorativo delle spade brandite dagli ufficiali e dalla nobiltà imperiale furono comunque sempre opulento, su modello orientale
Nel corso del Medioevo (VI-XV secolo) il continuo avvicendarsi di cavalleria e fanteria quale forza preponderante nel decidere l'esito delle battaglie plasmò una casta guerriera, i milites, dalle competenze variegate (mischie, assedi, operazioni anfibie ecc.), la cui arma d'elezione era la spada a lama lunga e diritta, con guardia cruciforme. Il fodero di queste armi era in legno, impreziosito all'esterno da una copertura in cuoio o tessuto pregiato (es. velluto), irrobustito in prossimità dell'imboccatura e nella parte terminale da cappe di metallo, con anelli di sospensione (da due a sei) per regolare la postura dell'arma perpendicolarmente o parallelamente alle gambe del guerriero a seconda della necessità.
Con l'aprirsi dell'Evo Moderno ed i continui scontri, religiosi o politici, che infiammarono l'Europa dal XV al XVII secolo, il bisogno di armare eserciti sempre più numerosi spinse fortemente in favore di foderi per la spada realizzati in materiale facilmente reperibile. La katzbalger, arma tipica dei lanzichenecchi tedeschi, a titolo di esempio, sarebbe stata, secondo la tradizione, realizzata con pelliccia di felino domestico. Il soldato di professione, a seconda della truppa di appartenenza, collocava il fodero dell'arma per garantirsi meno impaccio possibile. I fantaccini tornarono ad assicurare la spada (striscia o spadona da fante) ad un balteo portato diagonalmente al corpo, sistemando l'arma ora al fianco ora sui lombi. I cavalieri presero l'abitudine di assicurare la spada alla sella: gli ussari alati di Polonia portavano riposto sotto la sella, l'impugnatura spuntante all'altezza del ginocchio del cavaliere montato, sia il loro pesante costoliere, la palash, che lo stocco, il koncerz. Il fodero assicurato direttamente al cinturone restò comunque in uso, specialmente tra gli spadaccini professionisti in ambito civile (es. il bravo italo-spagnolo).
L'uso del fodero interamente in metallo tornò in voga nel corso del XVIII secolo nel periodo cioè in cui il soldato di linea smise di portare la spada, affidandosi alla baionetta inastata sulla canna del moschetto, e la possibilità, per i civili, di portare armi si ridusse enormemente. La spada, precipua dell'ufficiale, e la sciabola del soldato di cavalleria, prodotte in numero minore rispetto al secolo precedente, poterono tornare ad essere custodite e trasportate in robusti contenitori di ferro o acciaio.

### Medio Oriente
Le regioni medio-orientali del continente euroasiatico, caratterizzate dalla presenza di vaste pianure, furono per secoli culla di civiltà i cui eserciti ebbero sempre come nerbo fondamentale le forze di cavalleria. Conseguentemente, in quelle contrade, la storia delle armi da taglio e dei contenitori atti a trasportarle/proteggerle fu sempre improntata alla ricerca di accorgimenti in grado di garantire miglior agio ed efficienza bellica al guerriero montato in sella più che al fantaccino. Parimenti, una volta smontato da cavallo per calcare i tappeti della sua tenda o le vie strette delle popolose città levantine, il cavaliere ostentava armi da taglio a lama corta (pugnali, daghe e coltellacci) il cui fodero sontuosamente lavorato ne denotava il prestigio ed il potere.

Terra priva di legnami pregiati, il Medio Oriente non produsse mai, come invece fece l'Estremo Oriente, foderi di semplice legno.
La Persia dei Sasanidi fu il luogo di nascita del fodero a due punti di sospensione, assicurato cioè da due linguette/fettucce alla cintura, per i reparti scelti della cavalleria pesante, i clibanarii catafratti. Quest'innovazione, poi diffusasi sia in Europa che in Estremo Oriente, garantì al cavaliere miglior controllo sull'arma inguainata durante la carica.

Durante il Medioevo, il dominio sulla Persia dei turchi selgiuchidi vi diffuse il gusto di quelle popolazioni nomadi per le armi ed foderi non più decorati con lamine di prezioso metallo massiccio bensì con metodi sì più economici ma incredibilmente laboriosi come il koftgari o l'agemina.
Nella Penisola Araba, il pugnale jambiya, status symbol del capo-tribù, aveva spesso un fodero imponente, lungo quasi il doppio della lama che doveva custodire, piegato ad angolo acuto e con un'estremità conica che risaliva fino al livello dell'imboccatura. Realizzato in legno e ricoperto di cuoio marocchino fasciato da cappe di lamina metallica (spesso argento), veniva portato fissato stabilmente al cinturone.
L'Impero ottomano, multi-etnica realtà sociopolitica musulmana che dominò per secoli le terre dalla ex-Jugoslavia alla Persia, produsse una gran quantità di armi da taglio e di foderi atti a trasportale: foderi solidi e pratici, di legno, sontuosamente decorati da lamine di metallo pregiato, incrostate di preziosi.

Il fodero del kilij, la scimitarra simbolo dei turchi ottomani, presentava all'imboccatura una scanalatura (Balçak oyuğu) atta a contenere la linguetta che si protendeva dal corpo centrale scudato della guardia (Balçak) ed aveva sempre le estremità coperte da cappe di metallo più o meno pregiato (Ağızlık per l'estremità superiore, Çamurluk per l'estremità inferiore). Era assicurato alla cintura da due anelli di sospensione (Taşıma halkası) su modello sasanide.

Lo yatagan, corta spada ricurva tagliente sul lato concavo della lama, altra arma tipica degli ottomani, era invece custodito in un fodero fissato stabilmente al cinturone da un passente posteriore.

### Estremo Oriente
In India l'influenza culturale esercitata dai mongoli, dai turchi e dagli arabi favorì la diffusione di molte armi comuni al normale bacino culturale musulmano. Il persistere però di un forte realtà socio-culturale industana portò alla convivenza di armi molto diverse tra loro, i cui foderi erano spesso chiamati a scopi lontani dal normale utilizzo.

La khanda, spada a lama diritta tipica del Rajput, aveva fodero in legno coperto di pelle e metallo la cui estremità inferiore era però chiusa da un solido puntale in metallo poiché la spada era, pare, portata inguainata a mano ed utilizzata come bastone da passeggio dai notabili del regno.

Il katar, massiccia daga-da-spinta del Rajput, aveva solitamente fodero in legno coperto di pelle, stoffa e metallo, più raremente in solo metallo, assicurato al cinturone da un passante.

Il fodero del talwar, variante indiana della scimitarra mediata dalla shamshir persiana, mancava spesso del doppio anello d'aggancio tipico invece della spada sasanide e del kilij.
In Cina, sin dai tempi antichi, la spada veniva riposta in un fodero in legno poi impreziosito da stoffa, cuoio, metallo, preziosi, ecc. Particolarmente apprezzata, nella decorazione di armi e foderi, era la tartaruga.
In Giappone, nonostante la secolare presenza di una casta guerriera (bushi) di spadaccini che per secoli monopolizzò la vita sociopolitica del paese, la scarsità di metallo spinse sempre in favore di foderi in legno di magnolia laccato, al massimo decorati da parti in metallo (kojiri) all'estremità inferiore. I dati relativi alle armi bianche manesche arcaiche, jōkotō, sono troppo scarsi per permettere di formulare ipotesi significative sul tipo di fodero utilizzato per conservarle e trasportarle. Durante i periodo feudale, le spade in uso alle forze di cavalleria, tachi, venivano portate in foderi con il lato convesso rivolto verso il basso, solitamente assicurati alla cintura (obi – 帯) da una fettuccina di cotone elastico (sageo – 下緒). Nel modello successivo di spada, il katana, il fodero (saya - 鞘) era invece infilato direttamente nella cintura e portato con il lato convesso rivolto verso l'alto, onde favorire l'estrazione della spada. Particolari tipi di spada (nodachi) o di spadaccino (ninja) prevedevano la collocazione del fodero non più alla vita ma di traverso sulla schiena.

Caratteristica peculiare del Sol Levante fu lo sviluppo di una specifica arte marziale deputata allo studio ed al perfezionamento delle tecniche di estrazione della spada dal fodero: lo Iaidō.
In Korea, il fodero della spada geomjip, era solitamente realizzato in legno laccato.
In Indocina, la spada (dha) non presenta quasi mai né guardia né elsa. Il fodero e l'impugnatura, entrambi realizzati in legno, sviluppano quasi sempre con soluzione di continuità il medesimo apparato decorativo (copertura in pelle, cappa metallica ecc.).
Nelle primitive culture guerriere dell'Indonesia (es. i cacciatori-di-teste Daiachi), il fodero della spada (es. mandau) era solitamente di legno, riccamente decorato con pelli, tessuto e penne policrome. Il pugnale kriss, arma accomunante tutte le culture dell'arcipelago indonesiano, ha invece quasi sempre fodero "povero", in semplice legno, largo e slavato in prossimità dell'imboccatura.

### Americhe
Presso la totalità delle civiltà precolombiane, l'assenza del metallo nella realizzazione di armi manesche da una parte stroncò l'evoluzione dal pugnale di selce alla spada e dall'altra relegò il fodero a contenitore per il trasporto di armi dalla lama molto contenuta, quanto a dimensioni. Solitamente realizzato in pelle o in tessuto vegetale, il fodero era riccamente ornato da perline, penne variopinte, preziosi (fondamentalmente giada e turchese) o piccole lamine metalliche (rame, bronzo o oro).

## Uso odierno
Nel teatro bellico moderno, dominato dalle armi da fuoco, l'uso di armi bianche manesche si riduce al solo coltello/pugnale, la cui presenza nell'equipaggiamento delle forze armate sopperisce a bisogni specifici (coltelli da combattimento per truppe d'élite, baionette per i fucilieri) o pratico-quotidiani (coltello da sopravvivenza). I foderi per il trasporto di queste armi sono realizzati con materiali sintetici (plastica e/o derivati) il cui sviluppo mira a garantire solidità, limitato ingombro e leggerezza. Il bisogno di garantire la maggior mobilità possibile al trasportatore, ha spinto alla realizzazione di foderi applicabili a diverse zone del corpo (coscia, polpaccio, avambraccio, petto) tramite un complesso sistema di lacci, fettucce e passanti.
In ambito civile, l'uso di utensili a lama ricorre in campo hobbistico (coltello da sub, coltello da caccia ecc.) ed in alcuni settori lavorativi (es. macelleria). I foderi per i coltelli d'uso subacqueo hanno notevolmente incentivato e beneficiato degli sviluppi occorsi ai foderi per coltelli d'uso militare. I coltelli da caccia vengono invece solitamente assicurati alla cintura tramite un apposito passante alla sommità del fodero. Per il trasporto civile di coltelli da lavoro (es. coltello da macellaio), la normativa legale della maggior parte dei paesi impone il ricorso a guaine in plastica che coprano interamente la lama onde garantire l'incolumità del trasportatore e delle persone con le quali può o deve entrare in contatto.